# Paalwoning (bouwwerk)

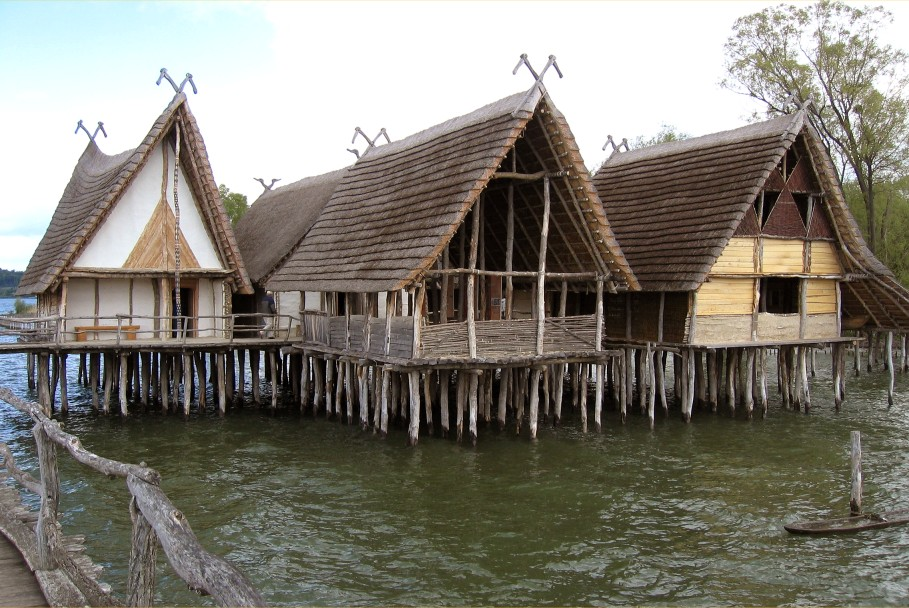
Reconstructie van de paalwoningen aan het Bodenmeer.

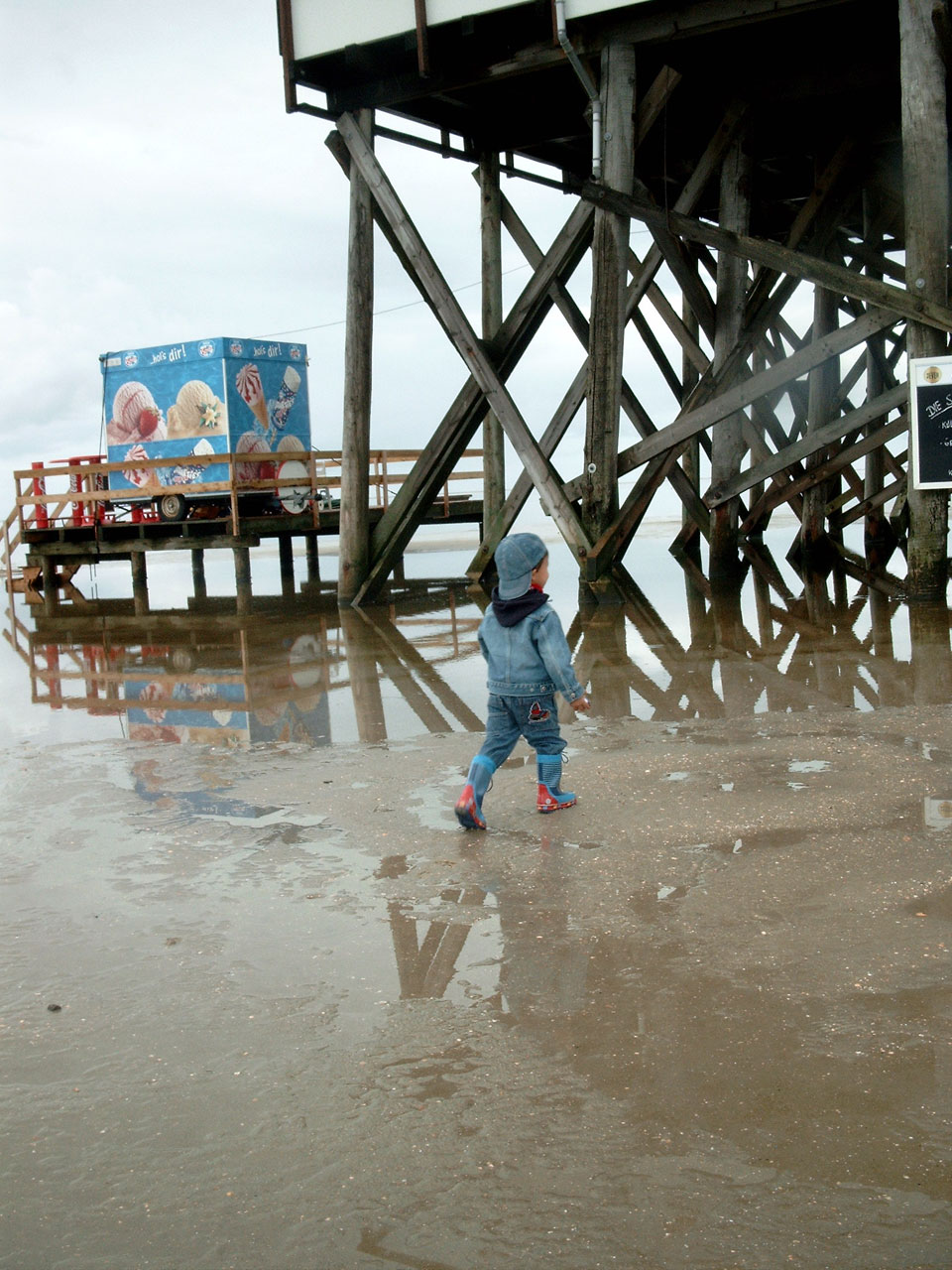
Paalwoning aan het strand van Sankt Peter-Ording.

Een paalwoning (soms ook steltenhuis genoemd) is een woning op palen op het vasteland, aan stromen, meren of zeeën, in stilstaand of stromend water, of in moerassen. Een dorp van paalwoningen heet een paaldorp.
Paalwoningen dienen op het vasteland vaak ter bescherming tegen roofdieren en vijandelijke buren of ook tegen schadelijke uitwasemingen van de bodem. Ze staan in de ondiepe gedeeltes van het water van bijvoorbeeld een meer en worden vaak bewoond door bevolkingsgroepen die van de visserij leven. 
Al in de bronstijd bouwden mensen huizen op palen. 
Opgravingen in Oostenrijk en Zwitserland toonden het bestaan van paalwoningen uit die tijd aan. Aan het Bodenmeer is een openluchtmuseum met recontructies van paalwoningen. Verder zijn er ook in Scandinavië restanten van paalwoningen gevonden bij opgravingen.
Paalwoningen komen voornamelijk voor in Zuidoost-Azië, Papoea-Nieuw-Guinea en West-Afrika (Ganvié in het water van het Nokouémeer, Benin). Ook in de Alpen komen nog paalwoningen voor, die voornamelijk in gebruik zijn als graanschuur.
Ook langs de zeekust in de hele wereld worden paalwoningen gevonden, waarbij woningen op palen zijn gebouwd om bescherming te bieden bij hoog water. Voorbeelden strandtenten, strandhuisjes, maar ook woningen langs de kust.
Een bijzonder gebied met veel paalwoningen is de outback van New South Wales en Queensland in Australië, ten westen van de Great Dividing Range. In dit doorgaans erg droge gebied komen periodes voor met veel regenval. Om deze reden zijn de schaarse boerderijen allemaal op palen gebouwd.

## In fictie

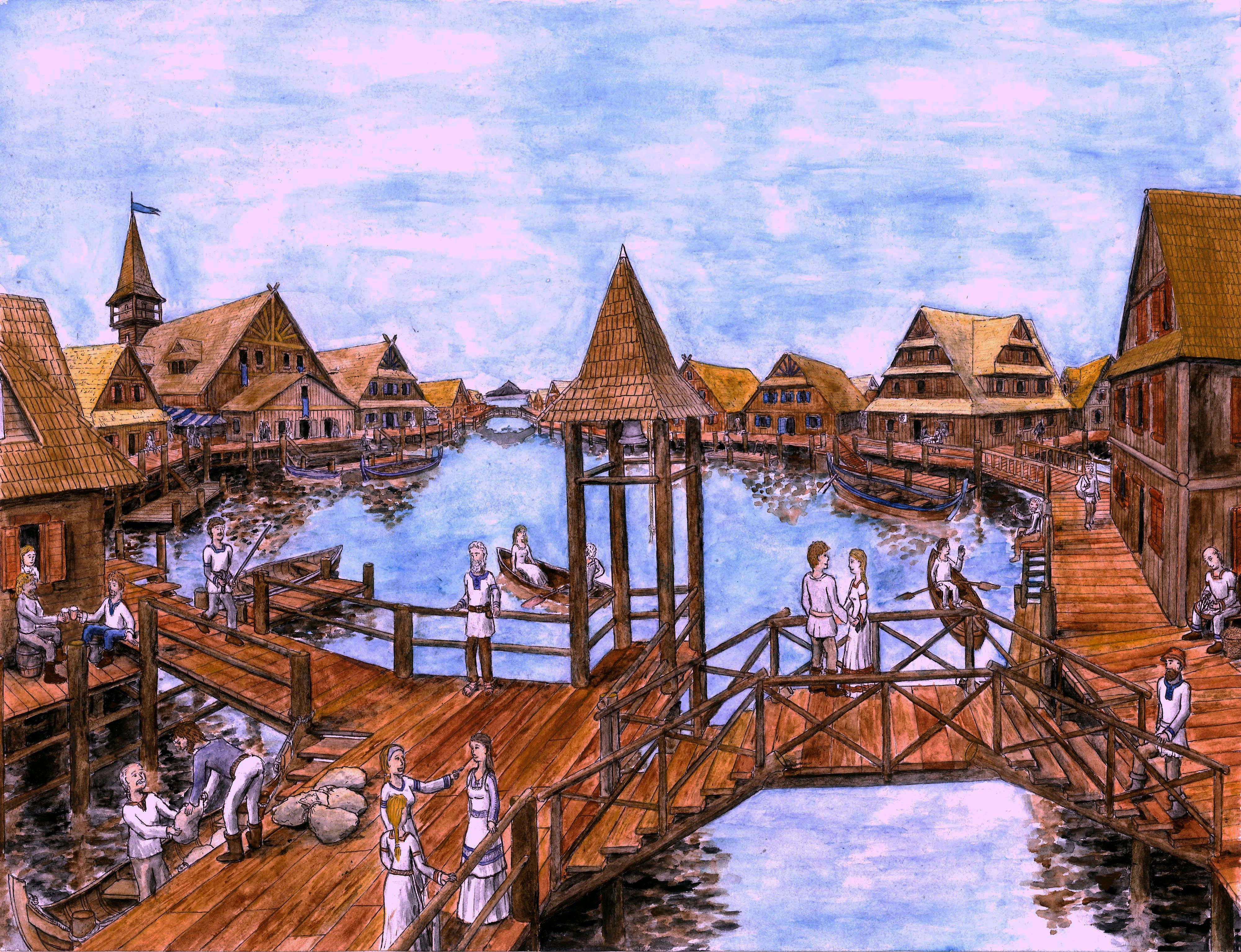
Neral: Esgaroth, 2010. Een fictief paaldorp van Tolkien.

- het paaldorp Esgaroth op het Lange Meer in J.R.R. Tolkien: De Hobbit,  1937